# ويليام جيمس ستيوارت
ويليام جيمس ستيوارت هو سياسي كندي، ولد في 13 فبراير 1889، وتوفي في 18 سبتمبر 1969. حزبياً، نشط في حزب أونتاريو المحافظ التقدمي. وقد انتخب عمدة تورونتو ‏ (1931 – 1934) وانتخب عضو برلمان مقاطعة أونتاريو.